# Ulf Mörling
Lars Göran Krister Ulf Mörling, född 1933-03-11 i Ystads stadsförsamling, död 2018-02-08, var en svensk journalist, publicist och illusionist. 
Mörling var mellan 1985 och 1987 chefredaktör för Kvällsposten. Han var dessförinnan redaktionschef på Sydsvenskan. Han avslutade sin journalistiska karriär som Sydsvenskans korrespondent i USA.  Som journalist var Mörling också verksam på bland annat Associated Press och Göteborgs handels- och sjöfartstidning. 
Parallellt med jobbet som journalist var Mörling verksam som professionell magiker under artistnamnet El Globo och uppträdde både i Sverige och utomlands under flera årtionden. Som magiker skrev han bland annat trolleriböcker och var aktiv inom Svensk magisk cirkel.  Han lämnade emellertid organisationen 2008 efter en konflikt med Tobbe Blom.
Ulf Mörling är begravd på Gudmuntorps kyrkogård i Ringsjö församling i Skåne.